# 베니키아 프리미어 송도 브릿지 호텔
브릿지호텔 인천송도(영어: Bridge Hotel Inchoen Songdo)(구 베니키아 프리미어 송도 브릿지 호텔)은 대한민국 인천광역시 연수구 컨벤시아대로 233에 위치한 호텔이다.

## 내부 시설
1층은 로비가 있고 18층에는 컨퍼런스 홀이 있다.

## 영업
2015년 10월 영업 종료되었다. (2015년 7월 31일 부)
2019년 다시 영업을 시작했다.

## 교통
- 인천대입구역 1번 출구